# Solution physiologique

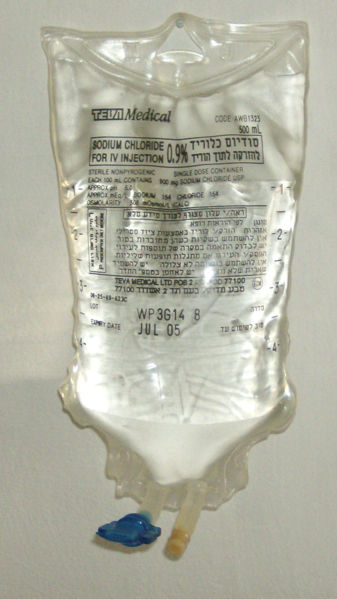
Sac d'une solution physiologique à 0,9 % de NaCl.

Une solution physiologique est un liquide isotonique avec le sang, c’est-à-dire présentant la même concentration osmotique que les principaux fluides corporels, en particulier le sang humain, soit environ 300 mOsm/l. Une telle solution est également nommée liquide physiologique ou, improprement, sérum physiologique (en fait il ne s'agit pas d'un sérum car il ne provient pas directement du sang).
La solution est généralement composée d'eau distillée et de chlorure de sodium (NaCl) dilué à 9 pour 1 000 (c'est-à-dire une solution à 0,9 % de masse/volume de NaCl, soit 9 g/l). Elle contient 154 mEq/l (soit 0,154 mol/l) de Na+ et de Cl−. La concentration du sérum sanguin étant de 9 g/l, la solution physiologique est donc isotonique.
Certaines solutions physiologiques d'usage commun sont commercialement disponibles à diverses concentrations à des fins différentes.
Pour l'étude de certains organes ou préparations cellulaires (humains ou animaux), le liquide physiologique est plus complexe, contenant par exemple également du chlorure de potassium (KCl), chlorure de calcium (CaCl2), sulfate de magnésium (MgSO4). Il est alors commun de l'appeler « liquide de Ringer », en référence à Sydney Ringer, le premier scientifique à avoir utilisé une telle solution.

## Utilisations
Le liquide physiologique étant sans danger pour le corps, il est couramment utilisé à des fins médicales.
Il est disponible sans ordonnance en pharmacie ou en grande surface.

### Conseils d'usage
La solution physiologique ne doit pas être stockée à une température supérieure à 25 °C, et ne doit pas être refroidie.
Par ailleurs elle est à usage unique et doit être jetée après ouverture.

### Cas d'utilisations
Les solutions physiologiques sont utilisées à des fins médicales, notamment pour :
- le remplissage vasculaire en perfusion intraveineuse ;
- le nettoyage des plaies ou celui du nez (désobstruction rhinopharyngée ou irrigation nasale), des oreilles, et des yeux (notamment chez les bébés) afin de faciliter l'élimination des corps étrangers et d'éviter une surinfection ;
- le rinçage des lentilles de contact ;
- le nettoyage des yeux ayant été exposés aux gaz lacrymogènes[1] ;
- le maintien provisoire d'organes séparés du corps dans un état propice à l'observation, l'analyse ou la greffe ;
- le remplissage des prothèses mammaires, afin qu'en cas de perforation le liquide soit sans danger pour le corps ;
- des dilutions en laboratoire.

## Aspects économiques
Les besoins en solutions physiologiques intraveineuses dépassent les quarante millions d'unités par mois, fournis, aux États-Unis, par trois entreprises, avec, à plusieurs reprises, des problèmes de rupture de stock ou d'approvisionnement.

## Effets indésirables
- œdème aigu du poumon : en cas d'administration intraveineuse trop importante.
- hyperkaliémie :

Bien que ne contenant pas de potassium, une injection intraveineuse importante de sérum physiologique peut être responsable d'authentiques hyperkaliémies de transfert en entraînant une acidose métabolique hyperchlorémique.